# Семенюк Микола Павлович
Мико́ла Па́влович Семеню́к (народився 17 червня 1949 в селі Малі Мошківці Андрушівського району Житомирської області) — український поет, лауреат літературних премій, член НСПУ.

## До життєпису
Закінчив філологічний факультет Дніпропетровського університету.
Член Національної спілки письменників України. Працював заступником відповідального секретаря НСПУ.
Живе і працює в Києві.

## Творчість
Автор поетичних збірок: «Чоло зерна», «Болем зупинена мить», «Полин», «Уникнення мовчань» (2002), «Моцарт по тиші ступає» (2008) та інших.

## Відзнаки
- Лауреат Міжнародної літературної премії ім. Івана Кошелівця (2000, за добірку «Поезії» — «Соборність», № 2).